# Цепола Шпегеля
Цепола Шпегеля, или японская цепола , или рыба — красный меч (лат. Cepola schlegelii), — вид морских лучепёрых рыб из семейства цеполовых (Cepolidae).

## Описание
Длина тела до 50 см. Тело тонкое, удлиненное, сильно сжатое с боков, постепенно заостряется к хвосту. Туловище короткое. Анальное отверстие располагается под основанием грудного плавника. Голова сжатая с боков, тупая, очень короткая. Боковая линия поднимается от верхнего конца жаберного отверстия к спинному плавнику и далее идёт вдоль его основания. Диаметр глаза 3 раза в длине головы. Рот конечный, косой. Рыло очень короткое. Зубы тонкие, длинные. Жаберные отверстия широкие. Спинной и анальный плавники длинные. Спинной плавник начинается на затылке, анальный — несколько позади основания грудного плавника — оба плавника сливаются с хвостовым. Грудные плавники короткие. Хвостовой плавник редуцирован. Длина головы в 10 раз длиннее тела. Окраска тела и плавников розовая. Перепонка между предчелюстной и верхнечелюстной костями несёт на себе чёрное пятно.

## Биология
Донная рыба, обитающая на глубинах 400 метров. Живёт в норах шириной до 8 см, которые сооружает в песчаном или илистом грунте, либо скрываются в других укрытиях и в пещерах. В укрытиях рыбы проводят большую часть дня и становятся активными с наступлением сумерек. Иногда плавают в вертикальном положении в толще воды. Питается преимущественно мелкими планктонными ракообразными, главным образом копеподами.

## Ареал
Обитает только в Японском морем. В Японии вид распространён от центральной части острова Хонсю к югу.